# Курляндське товариство літератури і мистецтва
Курля́ндське товари́ство літерату́ри і мисте́цтва (нім. Kurländische Gesellschaft für Literatur und Kunst; рос. Курляндское общество литературы и искусства; латис. Kurzemes literatūras un mākslas biedrība) — у 1815—1939 роках мистецько-наукове товариство балтійських німців у Курляндії (Курляндська губернія Російської імперії; з 1919 року — Латвійська республіка). Засноване 23 листопада 1815 у Курляндському провінційному музеї в Мітаві (сучасна Єлгава) місцевими діячами, викладачами Петрівської академії та Дерптського університету. Ставило на меті вивчення літературної і мистецької спадщини Курляндського герцогства. Займалося історичними, археологічними, мовознавчими і етнологічними дослідженням, видавало краєзнавчі матеріали, створювало музеї. У роботі товариства брали участь численні прусські, російські й латиські науковці. Припинило існування після репатріації балтійських німців Латвії до Німеччини. Стало попередником Латвійської академії наук.

## Видання
- 1819—1822: Jahresverhandlungen der Kurländischen Gesellschaft für Literatur und Kunst;
- 1840—1847: Sendungen der Kurländischen Gesellschaften für Literatur und Kunst;
- 1847—1851: Arbeiten der Kurländischen Gesellschaft für Literatur und Kunst; 1847
- 1864—1937: Sitzungsberichte der Kurländischen Gesellschaft für Literatur und Kunst und Jahresbericht des Kurländischen Provinzialmuseums;  [Архівовано 30 квітня 2021 у Wayback Machine.]
- 1894—1930: Jahrbuch für Genealogie, Geraldik und Sphragistik — щорічний журнал.

## Члени
- Крузе, Карл-Вільгельм
- Наперський, Карл-Едуард фон